# Экономическая глобализация
Экономическая глобализация — процесс усиления по всему миру взаимозависимости национальных экономик в связи с увеличением скорости движения и объёмов товаров, услуг, технологий и капиталов через государственные границы. Процесс усиления экономической интеграции между странами приводит к слиянию отдельных национальных рынков в один всемирный рынок. Экономическая глобализация может рассматриваться как в позитивном, так и в негативном аспектах.
Экономическая глобализация включает в себя глобализацию производственных мощностей, рынков, конкуренций, технологий, корпораций и отраслей.

## Проявления
Проявления экономической глобализации наблюдались на протяжении последних тысячелетий, с момента возникновения международной торговли. Однако в последние 20-30 лет наблюдается стремительное увеличение темпов этого явления. Этот всплеск в большой степени инспирирован процессом интеграции экономик развитых стран с экономиками развивающихся стран. Способствуют этим явлениям процессы прямых иностранных инвестиций, снижение торговых барьеров и модернизация экономик развивающихся стран.

## Последствия цифровизации
1. Влиянию цифровых технологий подвержены практически все проявления экономической деятельности. Технологии инфокоммуникаций наделяют современную экономику новой сущностной чертой — открытостью коммуникаций в их современном виде, — становясь ее «нервной системой». В свою очередь цифровые технологии сами являются огромной быстро развивающейся частью экономики, характеризуясь невероятными возможностями сверхбыстрого обогащения и мгновенным глобальным распространением. Можно предположить, что на наших глазах происходит «смена парадигмы» экономики в глобальном масштабе[4].
2. Предоставленная цифровым пространством возможность любому человеку в любой точке земного шара найти и купить любой товар стирает границы территорий, нивелирует национальную самобытность, размывает все возможные барьеры, так или иначе противопоставляющие одних людей другим, в чем бы это ни выражалось — будь то языковые, религиозные, расовые разграничения, предубеждения или неприязнь между народами[5].